# Cadmus Prosper
Cadmus Prosper is een personage uit de Harry Potter-boekenreeks van J.K. Rowling.
Volgens De Vertelsels van Baker de Bard ontmoetten de gebroeders Prosper op een dag De Dood. Elke broer mocht één wens doen. Antioch wilde onoverwinnelijk zijn en kreeg de Zegevlier, Cadmus wilde zijn geliefde terug en kreeg de Steen van Wederkeer en Ignotus wilde onvindbaar zijn en kreeg de Mantel van Onzichtbaarheid. De Zegevlier van Antioch was zo'n begerenswaardig voorwerp dat hij in zijn slaap werd vermoord door een dief. Cadmus kreeg zijn geliefde terug, die alsnog niet echt tot leven kwam, en hij pleegde zelfmoord. Ignotus kon echter De Dood ontlopen door onder zijn mantel te verschuilen en leefde zo een lang leven.
De Steen van Wederkeer werd generatie op generatie doorgegeven en kwam (inmiddels verwerkt in een ring) bij de Familie Mergel terecht (die tevens ook afstamden van Zalazar Zwadderich. Toen de ring eigendom werd van Marten Vilijn, maakte deze er een Gruzielement van, door middel van de moord op zijn vader.
De ring werd vernietigd door Albus Perkamentus met het Zwaard van Griffoendor, de steen werd door Perkamentus verstopt in een Gouden Snaai, die hij naliet aan Harry Potter, Potter gebruikte de steen om zijn vader, moeder, Sirius Zwarts en Remus Lupos terug te halen, daarna liet hij de steen vallen in het Verboden Bos.